# خورخي هوراسيو سيرنا
خورخي هوراسيو سيرنا (بالإسبانية: Jorge Horacio Serna) هو لاعب كرة قدم كولومبي، ولد في 27 أكتوبر 1979 في ميديلين في كولومبيا. شارك مع منتخب كولومبيا لكرة القدم. أما مع النوادي، فقد لعب مع أتلتيكو باراناينسي وأتلتيكو ناسيونال وأتليتيكو هويلا وأليانزا ليما وإنديبندينتي ميديلين وبنيارول وديبورتيس توليما وديبورتيس كوينديو وريال خاين وسوسيداد ديبورتيفو كيتو وكولو-كولو ومينيروس دو غويانا ونادي كاراكاس ونادي كومو.

## وصلات خارجية
- خورخي هوراسيو سيرنا على موقع قاعدة بيانات كرة القدم.إي يو (الإنجليزية)
- خورخي هوراسيو سيرنا على موقع ناشيونال فوتبول تيمز (الإنجليزية)
- خورخي هوراسيو سيرنا على موقع Soccerway.com (الإنجليزية)
- خورخي هوراسيو سيرنا على موقع عالم كرة القدم.نت (الإنجليزية)